# Renta Corporación
Renta Corporación Real Estate, S.A. es una compañía inmobiliaria especializada en la adquisición, rehabilitación y venta de edificios, especialmente en las ciudades de Barcelona y Madrid. Fue fundada en 1991 por su actual presidente y principal accionista, Luis Hernández de Cabanyes. La compañía salió a bolsa en 2006 y desde su creación ha ejecutado alrededor de 1.500 operaciones inmobiliarias, con una inversión total de 2.500 millones de euros. En 2014, superó un concurso de acreedores, que declaró tras la crisis financiera e inmobiliaria en España.

## Renta Corporación
Renta Corporación es un grupo inmobiliario especializado en la adquisición, transformación (actúa sobre el estado físico del edificio, sobre la gestión arrendaticia o sobre la situación legal y técnica) y venta de inmuebles, ubicados en grandes núcleos urbanos, especialmente en las ciudades de Madrid y Barcelona. La compañía cotiza en la bolsa española desde 2006. Actualmente cuenta con un capital flotante del 40 %. En 2014 superó un concurso de acreedores.

## Vivenio
Renta Corporación, junto con el gestor de fondos de pensiones holandés APG, creó en 2017 la socimi Vivenio, especializada en el mercado de alquiler residencial y que empezó a cotizar en el mercado alternativo bursátil (MAB) en 2018. La compañía ha planteado crear dos nuevas socimis para invertir en otros segmentos del mercado inmobiliario.

## Fundación Renta Corporación
En 1999 se creó la Fundación Renta Corporación para colaborar con entidades y organizaciones no gubernamentales sin ánimo de lucro. La Fundación está presidida por Cristina Orpinell Kristjansdottir. En 2006 y, coincidiendo con la salida a bolsa de Renta Corporación, se aportaron 12 millones de euros a Unicef e Intermón Oxfam. Desde su creación, la Fundación ha destinado más de 24 millones de euros a proyectos sociales. En la actualidad, recibe una aportación anual equivalente al 2% de los beneficios de la inmobiliaria Renta Corporación y, además, es propietaria del 3,5% del capital social de la compañía.